# Big Punisher
Christopher Lee Rios také Big Pun (zkratka pro Big Punisher) (10. listopadu 1971 Bronx, New York, New York, USA – 7. února 2000 White Plains) byl americký rapper. 
Poprvé se objevil na písních z alba Fat Joa Jealous One's Envy. Zemřel v roce 2000 na infarkt.

## Diskografie
Studiová alba:
| Rok  | Album                                                                 | Nejvyšší umístění v hitparádě | Nejvyšší umístění v hitparádě | Nejvyšší umístění v hitparádě | Nejvyšší umístění v hitparádě | Nejvyšší umístění v hitparádě | Ocenění |
| Rok  | Album                                                                 | US 200                        | US Hip-Hop                    | UK                            |                               |                               | Ocenění |
| ---- | --------------------------------------------------------------------- | ----------------------------- | ----------------------------- | ----------------------------- | ----------------------------- | ----------------------------- | ------- |
| 1998 | Capital Punishment - Vydáno: 28. duben 1998 - Vydavatel: Loud Records | -                             | -                             | -                             | -                             | -                             |         |
| 2000 | Yeeeah Baby - Vydáno: 4. duben 2000 - Vydavatel: Loud Records         | -                             | -                             | -                             | -                             | -                             |         |